# Женавље
Женавље (словен. Ženavlje, мађ. Gyanafa) је насељено место у општини Горњи Петровци, Помурска регија, Словенија.

## Историја
До територијалне реорганизације у Словенији било је у саставу старе општине Мурска Собота.

## Становништво
У попису становништва из 2011. године, Женавље је имало 109 становника.
| Број становника према пописима | Број становника према пописима | Број становника према пописима |
| ------------------------------ | ------------------------------ | ------------------------------ |
| 1991                           | 2002                           | 2011                           |
| 161                            | 99                             | 109                            |

## Занимљивости
Дана 18. августа 1934. године, Стратосферски балон са белгијским истраживачима Максом Косинсом и Нером ван дер Елстом је извршио принудно слетање у насеље, о чему су тада пренели сви европски медији.